# A Légió epizódjainak listája
Ez a lap a Légió című sorozat epizódjait listázza.

## Évados áttekintés
| Évad | Évad | Részek száma | Részek száma | Eredeti sugárzás | Eredeti sugárzás    | Eredeti adó | Magyar sugárzás     | Magyar sugárzás     | Magyar adó |
| Évad | Évad | Részek száma | Részek száma | Évadbemutató     | Évadzáró            | Eredeti adó | Évadbemutató        | Évadzáró            | Magyar adó |
| ---- | ---- | ------------ | ------------ | ---------------- | ------------------- | ----------- | ------------------- | ------------------- | ---------- |
|      | 1.   | 8            | 8            | 2017. február 8. | 2017. március 29.   | FX          | 2017. február 9.    | 2017. március 30.   | FOX        |
|      | 2.   | 11           | 11           | 2018. április 3. | 2018. június 12.    | FX          | 2019. június 1.     | 2019. június 1.     | HBO Go     |
|      | 3.   | 8            | 8            | 2019. június 24  | 2019. augusztus 12. | FX          | 2020. augusztus 15. | 2020. augusztus 15. | HBO Go     |

## Epizódok

### Első évad (2017)
| Sor. | Év. | Cím                              | Rendező           | Író               | Premier                             | Nézettség        | Gyártási szám |
| --- | --- | -------------------------------- | ----------------- | ----------------- | ----------------------------------- | ---------------- | ------------- |
| 1. | 1.  | Érintés-Első fejezet (Chapter 1) | Noah Hawley       | Noah Hawley       | 2017. február 8. 2017. február 9.   | 1,62 millió n.a. | 101           |
| David Hallert kormánytisztviselők hallgatják ki, akik úgy vélik, hogy ő lehet a legerősebb mutáns. Elmagyarázza, hogy fiatalon skizofréniát diagnosztizáltak nála, és a Clockworks Pszichiátriai Kórházba vitték, miután öngyilkossági kísérletet kísérelt meg. Hat évet töltött ott betegként, ez idő alatt találkozott Sydney "Syd" Barrett-tel, egy lánnyal, aki nem engedte, hogy megérintsék. A lány beleegyezett, hogy a barátnője legyen, de végül elbocsátották a kórházból. Mielőtt a lány elment, David búcsúcsókot adott neki, aminek hatására elméjük testet cserélt. Syd elvesztette az irányítást, és David testéből olyan képességeket szabadított fel, amelyek megölték barátját, Lenny Buskert, a többi beteget pedig csapdába ejtette a szobájukban. Később David és Syd visszakapta a saját testüket. Davidet két ember üldözte, míg végül a kormány elfogta. Most ez a két ember, Ptonomy Wallace és Kerry Loudermilk Syddel együtt betörtek a kihallgatóhelyre, hogy kiszabadítsák Davidet, és elvigyék Melanie Birdhöz. |     |                                  |                   |                   |                                     |                  |               |
| 2. | 2.  | Második fejezet (Chapter 2)      | Michael Uppendahl | Noah Hawley       | 2017. február 15. 2017. február 16. | 1,13 millió n.a. | 102           |
| Summerlandben, Melanie létesítményében David "memóriamunkát" kezd Ptonomyval, aki mindenre emlékszik, és képes belépni mások emlékeibe. Melanie elmagyarázza, hogy Davidet elfogta a 3-as részleg, a mutánsok elfogásával és tanulmányozásával foglalkozó kormányzati ügynökség. A nő ehelyett segíteni akar Davidnek, megmutatva neki, hogy a "betegsége" kezdete csak az ereje megnyilvánulása volt. Davidet gyermekkori emlékeiben egy gyerekkönyv kísérti, amelyet az apja olvasott neki, A világ legdühösebb fiúja a világon című könyv, amelyben a címszereplő meggyilkolja az anyját. A Clockworksbe való felvétele előtti emlékeiben David Lennyvel együtt drogokat szedett, hogy megpróbálja elnyomni a hallott hangokat. Melanie beülteti Davidet egy MRI-szkennerbe, hogy tanulmányozza az agyműködését, amely során véletlenül a mai Clockworksbe vetíti az elméjét, ahol a nővére, Amy keresi őt. Amyt a 3-as részleg őrizetbe veszi, aminek hatására David pánikba esik, és az MRI-szkennert Summerlandon kívülre teleportálja. David rohan, hogy megmentse Amyt, de Syd meggyőzi, hogy várjon, és előbb sajátítsa el a képességeit. |     |                                  |                   |                   |                                     |                  |               |
| 3. | 3.  | Harmadik fejezet (Chapter 3)     | Michael Uppendahl | Peter Calloway    | 2017. február 22. 2017. február 23. | 1,04 millió n.a. | 103           |
| David folytatja a memóriamunkát Ptonomyval és Melanieval, és feltárja a Clockworksbe való felvétele előtti drogozását. Miközben ezt végignézik, Davidet jelenések kísérik, elméje Ptonomy képességei ellen dolgozik, és véletlenül a fizikai testüket egy másik szobába teleportálja. Miközben további teszteknek vetik alá magukat, David ismét elveszti az irányítást, és mind a saját, mind Syd elméjét a 3-as részlegbe vetíti, ahol Amyt kihallgatják. Az egyik kihallgatója, egy Szem nevű mutáns látja ezeket a kivetítéseket, mielőtt visszatérnének a testükbe. Melanie elmagyarázza, hogy Walter, Summerland egyik alapítója, eltűnt férje, Oliver és a tudós Cary Loudermilk mellett. Mivel Melanie kétségbeesetten próbál áttörést elérni Daviddel, olyan nyugtatót ad neki, hogy ő, Ptonomy és Syd szabadon beléphet az elméjébe, és szabadon kutathat. Az "emlékei" azonban ellenük dolgoznak, a világ legdühösebb fiújának egy megnyilvánulása üldözi őket David gyerekkori otthonának egy változatán keresztül, mígnem mindhárman kiszorulnak David fejéből.                                                                       |     |                                  |                   |                   |                                     |                  |               |
| 4. | 4.  | Negyedik fejezet (Chapter 4)     | Larysa Kondracki  | Nathaniel Halpern | 2017. március 1. 2017. március 2.   | 0,75 millió n.a. | 104           |
| David nem ébred fel a nyugtatótól, a többiek pedig nem tudnak megbízni a látott "emlékekben". Hogy kiderítsék, mi történt valójában, mielőtt Davidet felvették a Clockworksbe, Melanie elküldi Sydet, Ptonomyt és Kerryt - egy harcos nőt, aki Cary belsejében él, és csak "akcióra" jön elő -, hogy keressék meg David volt barátnőjét, Phillyt. Ptonomy belép Philly emlékeibe, és kinyomozza David régi pszichológusának, Poole-nak az irodáját, és megtudja, hogy David barátja egy Benny nevű férfi volt (nem egy Lenny nevű nő), és hogy David megtámadta Poole-t, aki most egy világítótoronyban él. A világítótoronyban a trió beszélgetni kezd Davidről Poole-lal, mígnem kiderül, hogy ő a Szem, a világítótornyot pedig a 3-as részleg katonái veszik körül. Eközben David elméje az asztrálsíkra téved, ahol egy csapdába esett Oliverre bukkan. David nem hajlandó Olivérrel megvárni a megmentést, ehelyett Lenny jelenésének bátorításával maga menekül meg. David megmenti a többieket a Szemtől, aki menekülés közben lelövi Kerryt.                                                                                              |     |                                  |                   |                   |                                     |                  |               |
| 5. | 5.  | Ötödik fejezet (Chapter 5)       | Tim Mielants      | Peter Calloway    | 2017. március 8. 2017. március 9.   | 0,80 millió n.a. | 105           |
| Kerryt visszaviszik Summerlandba, ahol Cary meggyógyítja. David mesél Melanie-nak Oliverről, és demonstrálja az asztrálsík uralmát azzal, hogy létrehoz egy szobát, ahol ő és Syd együtt lehetnek anélkül, hogy a lány fizikai erői közbeavatkoznának. David hamarosan megszökik, hogy megmentse Amyt, és Melanie csapata megérkezik a 3-as részleghez, ahol majdnem mindenkit David gyilkolt meg. Miután átnézi David szkenneléseit, Cary arra következtet, hogy David elméje megfertőződött egy parazitával, amit ő a hátborzongató sárga szemű ördögként ismer. David elviszi Amyt a gyerekkori otthonukba, ahol a lány elárulja, hogy őt örökbe fogadták; Lenny megjelenik David elméjéből, és elmagyarázza, hogy ő irányította a testét. Melanie csapata a házig követi őket, majd a Szem követi őket, és ott találják Lenny-t, aki megtámadja Davidet. A Szem rálő Davidre, Syd pedig ráveszi, hogy vigye őket az asztrálszobájukba. Ott David tehetetlenül nézi, ahogy a sárga szemű ördög megtámadja Sydet, mígnem az egész csoportjukat egy asztrális fantáziavilágba akarja: a Clockworks betegeiként, Lenny felügyelete alatt.          |     |                                  |                   |                   |                                     |                  |               |
| 6. | 6.  | Hatodik fejezet (Chapter 6)      | Hiro Murai        | Nathaniel Halpern | 2017. március 15. 2017. március 16. | 0,73 millió n.a. | 106           |
| A közös hallucinációban Lenny a csapat minden tagjával megbeszéli személyes problémáit, például Melanie nem hajlandó elengedni régóta eltűnt férjét, Ptonomy élénken emlékszik arra, hogy édesanyja gyerekkorában meghalt, valamint Cary és Kerry társfüggőségére. Bár a csoport nagy része nincs tisztában a környezetük valódi természetével, Syd észreveszi, hogy új valóságuk eltér néhány emlékétől. Lenny szembesíti Sydet, és kómába helyezi. Cary-t meglátogatja Oliver, aki elviszi őt az asztrálsíkon lévő otthonába. Kerry megkeresi Caryt, de a Szem megtámadja és üldözi. Oliver megjelenik Melanie-nak, és elvezeti őt a fizikai szobába, ahol a testük van. Úgy tűnik számukra, hogy az idő lelassult, a fizikai testük megdermedt, és a Szem által kilőtt golyók még nem érték el Sydet és Davidet. Lenny, akiről kiderül, hogy a sarga szemű ördög egy másik formája, elárulja, hogy egykor ismerte David biológiai apját, és kifejezetten Davidet vette célba. Ezután megmutatja, hogy ő irányítja David elméjét azzal, hogy bezárja őt a saját elméjének egy sarkába.                                                           |     |                                  |                   |                   |                                     |                  |               |
| 7. | 7.  | Hetedik fejezet (Chapter 7)      | Dennie Gordon     | Jennifer Yale     | 2017. március 22. 2017. március 23. | 0,72 millió n.a. | 107           |
| Az asztrálsíkon Oliver elmagyarázza Carynek, hogy figyelte Davidet, és úgy véli, hogy ez a parazita Amahl Farouk, az Árnykirály, egy erős mutáns, akiről mindketten tudnak. Cary elmagyarázza, hogy a fizikai testében van egy eszköz, amely talán képes lehet ideiglenesen elszigetelni a parazitát David elméjétől. Cary felébreszti Sydet, és elküldi, hogy segítsen a többieknek, míg ő, Oliver és Melanie megpróbálnak hatni a fizikai világra, hogy eljuttassák az eszközt Davidhez. Farouk Lenny-ként megtámadja Sydet, Kerryt és Szemet, és megöli utóbbit (a fizikai teste is meghal). David rájön, hogy Farouk és az apja is erős mutánsok voltak, akik valamikor régen harcoltak, és Farouk vesztett. Az apja ezután örökbe adta Davidet, hogy megvédje Farouktól, de utóbbi képes volt megtalálni Davidet és megfertőzni az elméjét, mivel még fiatal volt. Az eszközzel elzárják Faroukot David elméjében. David visszatér a fizikai testébe, és elkapja a golyókat. A csoport ezután visszatér Summerlandbe, de ott megtámadják őket a 3-as részleg katonái. Farouk pedig kiszabadul.                                                |     |                                  |                   |                   |                                     |                  |               |
| 8. | 8.  | Nyolcadik fejezet (Chapter 8)    | Michael Uppendahl | Noah Hawley       | 2017. március 29. 2017. március 30. | 0,81 millió n.a. | 108           |
| David a 3-as részleggel való kezdeti szökése során Clark, a kihallgatója súlyosan megégett. Clark küzd a felépülésért, de ragaszkodik ahhoz, hogy visszatérjen a terepmunkához. Clark a 3-as részleg katonáit Summerlandhoz vezeti, de David az erejét felhasználva könnyedén leigázza őket. David elfogja Clarkot, és tárgyal vele; Clark felettesei a műszemébe rejtett kamerán keresztül figyelik az eseményeket. Cary és Oliver megpróbálja kiszabadítani az egyre erősebbé váló Faroukot David elől. Farouk David elméjét használja arra, hogy beszéljen Syddel, és figyelmezteti, hogy David nem fogja túlélni a kiszabadítást. Syd úgy dönt, hogy megcsókolja Davidet, és Faroukot átülteti a saját testébe. Farouk elhagyja Sydet, és belép Kerrybe, és őt használja fel a többiek elleni harcra, amíg nem kerül szembe Daviddel. David kiszorítja Faroukot Kerryből, de tudtán kívül Oliver testébe ragad. Farouk Oliver testében megszökik Summerlandből, míg Clark beleegyezik, hogy a mutánsokkal együttműködve megállítsák őt. Később Davidet miniatürizálják és csapdába ejtik egy drónszerű eszközzel.                              |     |                                  |                   |                   |                                     |                  |               |

### Második évad (2018)
| Sor. | Év. | Cím                                  | Rendező           | Író                             | Premier                           | Nézettség        | Gyártási szám |
| --- | --- | ------------------------------------ | ----------------- | ------------------------------- | --------------------------------- | ---------------- | ------------- |
| 9. | 1.  | Kilencedik fejezet (Chapter 9)       | Tim Mielants      | Noah Hawley & Nathaniel Halpern | 2018. április 3. 2019. június 1.  | 0,67 millió n.a. | 201           |
| Egy évvel azután, hogy Amahl Farouk / Árnykirály Oliver Bird testében megszökött, David Hallert pedig elrabolta egy furcsa gömb, a summerlandi mutánsok és a 3-as részleg kormányügynökség versenyfutást folytat Farouk ellen, hogy megtalálják eredeti testét, amely lehetővé tenné számára, hogy teljes erejét kibontakoztassa. Farouk emellett megfertőzi az embereket egy pszichikai "vírussal", a katalizátorral, amely megbénítja a testüket, de a fogaikat folyamatos csattogásra készteti. David megjelenik egy éjszakai klubban, azt állítva, hogy csak órák teltek el az elrablása óta, miközben titokban hallja, hogy alternatív változatai kommunikálnak vele. Megpróbálja telepatikusan megtalálni Faroukot, egy Cary Loudermilk tudós által létrehozott erősítőkamra segítségével, amellyel megnöveli képességeinek hatótávolságát, ehelyett azonban újra átéli az éjszakai klubból származó emlékét egy különös szerzetesről, valamint egy tánccsatát Oliverrel és Lenny Buskerrel. David a barátnőjének, Syd Barrettnek egy iránytűt ad, amely mindig hozzá vezet, és megígéri, hogy nem titkol el előle semmit, de nem beszél neki a jövőbeli változatáról, aki a gömböt küldte, és azt mondta neki, hogy segítsen Farouknak megtalálni a testét. Aznap este David elméje találkozik Oliverrel és Lennyvel az "éjszakai klubban". A narrátor elmagyarázza, hogyan vezetnek az eszmék őrülethez és téveszmékhez, és elmeséli Csuang Csou történetét. Az eszméket a tojáshoz hasonlítja – a racionális eszme egészséges kiscsibeként kikel, a téveszme pedig egy sötét lény, amely táplálkozik belőle –, és Albert A. példáját hozza fel, egy férfiét, aki nem tudja figyelmen kívül hagyni a gondolatot, hogy a saját lába nem az övé, egészen odáig, hogy lefűrészeli azt. |     |                                      |                   |                                 |                                   |                  |               |
| 10. | 2.  | Tizedik fejezet (Chapter 10)         | Ana Lily Amirpour | Noah Hawley & Nathaniel Halpern | 2018. április 10. 2019. június 1. | 0,44 millió n.a. | 202           |
| David beleegyezik, hogy Faroukkal dolgozzon, és eltereli a figyelmet azzal, hogy a többieket a sivatagba viszi, míg Farouk Oliver holttestét a 3-as részleghez viszi, ahol szerinte a Migo-rend utolsó túlélő szerzetese rejtőzik – a Migo-szerzetesek szerepet játszottak Farouk holttestének elrejtésében. Farouk nem találja meg a szerzetest, de megöl több katonát, és csapdába ejti Cary Loudermilket Kerry testében, a lányt, aki általában a testében van. A 3-as részleg tagjai kezdik gyanítani, hogy David ellenük dolgozik. Most már megbánja, hogy segített Farouknak, mivel ez emberéleteket követelt, és meggyőzi Loudermilkéket, hogy tovább fokozza képességeit, hogy a jövőben megpróbáljon kapcsolatba lépni Syddel. Ott elmagyarázza, hogy David egy héten belül megöli Faroukot, de akkor egy járvány végez a bolygó összes emberével, és Farouk segíthetett volna nekik megállítani azt. Visszatérve a jelenbe, David szembesíti Faroukot, aki beleegyezik, hogy nem öl többé embereket, cserébe David további együttműködéséért. David elmondja Sydnek, hogy mit csinál, és ő beleegyezik, hogy azt tegyék, amit a jövőbeli énje mond. Az narratív az umweltről, egy lény világfelfogásáról beszél. Elmagyarázza, hogy az ember az egyetlen lény, aki értelmet tulajdonít a világnak, és így az egyetlen lény, aki megőrül. Például egy fiú, akit arra tanítottak, hogy a piros színt "zöldnek" hívják, és hogy a "zöld azt jelenti, hogy menj", megpróbálhat átkelni az úton, amikor piros lámpát mutatnak neki. |     |                                      |                   |                                 |                                   |                  |               |
| 11. | 3.  | Tizenegyedik fejezet (Chapter 11)    | Sarah Adina Smith | Noah Hawley & Nathaniel Halpern | 2018. április 17. 2019. június 1. | 0,38 millió n.a. | 203           |
| David és a 3-as részleg dolgozók rájönnek, hogy a Szerzetes egy szobában volt a katalizátor áldozataival, és most megszökött. David beszél Faroukkal, aki elmagyarázza, hogy a Szerzetes a katalizátor tényleges forrása, mint tünetmentes hordozó. Eközben a Szerzetes Cary kivételével mindenkit megfertőzött. David és Cary belépnek Ptonomy Wallace és Melanie Bird elméjébe, ahol a legmélyebb vágyaik alapján kialakított labirintusokban találják őket; David képes kiszabadítani őket. A Szerzetes foglyul ejti, aki megosztja vele emlékeit Farouk testéről, amelyet a Migo kolostor alá temettek, és amely lassan megőrjítette a többi Szerzetest, amíg azok öngyilkosok nem lettek, vagy meg nem fertőződtek a katalizátorral. A Szerzetes ártalmatlanná teszi Fukyama admirálist, a 3-as részleg vezetőjét, és elárulja, hogy olyan fegyvert keres, amellyel legyőzheti Faroukot. Melanie azt hiszi, hogy ez David, akiről a Szerzetes majdnem elárulja, hogy Faroukkal dolgozik együtt. David az épület tetejére teleportálja a Szerzetest, és megpróbál magyarázkodni, de a Szerzetes leugrik az épületről, és az öngyilkosságot választja Farouk segítése helyett. A narrátor bemutatja a nocebo-hatást, átalakulási zavarnak nevezve azt, amikor a szervezet a betegség gondolatára valódi betegségként reagál. Leírja továbbá, hogy ez a probléma fertőző lehet, összekapcsolja a tömeghisztériával, és példaként említi az 1518-as táncoló pestist, a tanganyikai nevetésjárványt és a hindu tejcsodát. |     |                                      |                   |                                 |                                   |                  |               |
| 12. | 4.  | Tizenkettedik fejezet (Chapter 12)   | Ellen Kuras       | Noah Hawley & Nathaniel Halpern | 2018. április 24. 2019. június 1. | 0,43 millió n.a. | 204           |
| A katalizátor eltűnik, és David belép Syd elméjébe. Egy újabb labirintust találva David felfedezi Syd elméjét, végigkövetve életének történetét a születésétől a kamaszkoráig: Syd már csecsemőként sem szerette, ha megérintik, és felnőve emiatt zaklatták, ami önkárosításhoz vezetett. Képességeire először tinédzserként tett szert, amikor egy fiú ragaszkodott hozzá, hogy megcsókolja, és ezt az első testcsere-tapasztalatot használta fel arra, hogy megtámadja a zsarnokokat. Syd végül átvette az anyja testét, és szexelt a partnerével, de véletlenül visszaváltozott a tinédzser testébe, mielőtt befejezték volna, ami a férfi letartóztatásához vezetett. Miután végigélte Syd életét, David elmagyarázta neki, hogy szerinte mi volt az egyetlen igazi vágya, de a lány minden alkalommal azt mondta, hogy téved, és arra késztette, hogy újra elkezdje nézni. Végül rájön, hogy ez nem egy katalizátor labirintus, és hogy Syd maga teszi próbára őt. Amikor David képtelen kitalálni, mit akar ezzel mondani, Syd elmagyarázza, hogy szerinte a szerelem nem menti meg őket, de a fájdalom erőt adhat nekik, hogy harcoljanak a szerelemért, és lehetővé teszi számukra, hogy felébredjenek. |     |                                      |                   |                                 |                                   |                  |               |
| 13. | 5.  | Tizenharmadik fejezet (Chapter 13)   | Tim Mielants      | Noah Hawley & Nathaniel Halpern | 2018. május 1. 2019. június 1.    | 0,46 millió n.a. | 205           |
| Lenny niután könyörög Farouknak, hogy engedje el, megjelenik a 3-as részlegben egy látszólagos fizikai testtel. Megadja magát, és kihallgatják arról, hogy még mindig Farouk irányítja-e (ezt tagadja), és hogy hogyan került újra teste, miután az övé meghalt (erre nem hajlandó magyarázatot adni). Ptonomy megpróbálja átnézni az emlékeit, de zavarosnak találja azokat, és kénytelen szembesülni egy furcsa téveszmével a saját elméjében, amelyben Fukyama admirális is benne van. Amikor David belenéz Lenny elméjébe, rájön, hogy a lányt valóban Farouk küldte, de sikerül kizárnia ezt a befolyást, így ők ketten nyíltan beszélgethetnek. Lenny kijelenti, hogy nem tudja, hogyan lehet újra teste, de együtt összerakják a fejében lévő emlékeket: Farouk utasította Olivért, hogy ássa ki Lenny eredeti testét, és vegyen belőle szövetmintát, majd megtalálták David nővérét, Amyt, ahol a 3-as részleg rejtegette. Oliver egy, a 3-as részlegtől ellopott eszközzel Amy testébe Lenny DNS-ét oltotta. Farouk ezután Lenny tudatát ültette ebbe a testbe. A narrátor példákat hoz fel a pareidolia jelenségére, és kiemeli az emberi érzékelés és mintafelismerés erejét – egy további példában egy optimista és egy pesszimista válaszát állítja szembe egymással. Kijelenti, hogy ez az, ami miatt az emberek összekeverik a véletlent az összeesküvéssel. |     |                                      |                   |                                 |                                   |                  |               |
| 14. | 6.  | Tizennegyedik fejezet (Chapter 14)   | John Cameron      | Noah Hawley                     | 2018. május 8. 2019. június 1.    | 0,35 millió n.a. | 206           |
| David elméje olyan lehetséges életeket fedez fel, amelyekben más döntéseket hozott. Az egyik életében hajléktalan, és egy csapat férfi megtámadja. Ez felszabadítja David képességeit, és a 3-as részleg vadászik rá. Kerry Loudermilk megöli őt. Egy másik életében David gyógyszereket szed, hogy elnyomja képességeit, és Amyvel szelíd életet él, amíg egy látomás a sárga szemű ördögről és egy rendőrökkel való összecsapás során Davidet lelövik és megölik. Egyik életében David egy üzletasszonynak dolgozik, amíg gondolatolvasó képességét felhasználva el nem nyeri a nő kegyeit. Ez a változat Farouk irányítása alatt marad, és végül a világ leggazdagabb emberévé válik, az üzletasszony pedig már neki dolgozik. Más életekben David egy drogfüggő változata a multiverzum elméletét vitatja meg, egy idős Davidről Amy gondoskodik, egy boldog David pedig kellemes kertvárosi életet él. Emlékezve arra, amikor Amy először vitte őt a Clockworks pszichiátriai kórházba, és elfogadta, hogy együtt kell élniük azzal az élettel, amit kaptak, David visszatér az életébe, és elfogadja az eseményeknek azt a verzióját, amely a halálához vezetett |     |                                      |                   |                                 |                                   |                  |               |
| 15. | 7.  | Tizenötödik fejezet (Chapter 15)     | Charlie McDowell  | Noah Hawley & Nathaniel Halpern | 2018. május 15. 2019. június 1.   | 0,45 millió n.a. | 207           |
| David bosszút esküszik Farouk ellen Amy haláláért. Farouk megpróbálja megérteni, hogy David miért segített neki, ezért előreküldi az elméjét az időben, hogy találkozzon a jövőbeli Syddel, és megkérdezze tőle, miért bízta meg Davidet azzal, hogy segítsen neki. Elmagyarázza, hogy David apokaliptikus jövőt fog okozni neki, és reméli, hogy Farouk segíthet megakadályozni ezt. David is felkeresi a jövőbeli Sydet, és azt állítja, hogy Amy halála miatt most nem tud segíteni Farouknak, annak ellenére, amit a jövőbeli Syd mond. Ptonomy elméjét továbbra is kísérti az a téveszme, amelyet látszólag Farouk ültetett el figyelemelterelésként, hogy Fukyama admirális titokban ellenük dolgozik. Ptonomy ezt a félelmet ülteti Syd, a Loudermilks és Clark Debussy ügynök elméjébe, és megtámadják a Fukyamát szolgáló Vermillion androidot. Clark majdnem megöli az admirálist, mielőtt David megállítja őket, és eltávolítja a téveszméket az elméjükből. Ez a folyamat Ptonomy számára végzetes, de a Vermillionoknak sikerül megmenteniük az elméjét, és hozzáadják a Fukyama elméjét alkotó "központi számítógéphez". A Narrátor az epizód eseményei kapcsán a morális pánikról beszél, és az összes eddigi leckét összefoglalja, megjegyezve, hogy a téveszmékről és a tömeghisztériáról folytatott beszélgetései hogyan játszódnak le a képernyőn. A téveszmék, amelyek az epizódban eluralkodnak a karakterek elméjén, úgy jelennek meg, mint a sötét teremtmény, amelyet a Narrátor az évad első epizódjában mutatott be. |     |                                      |                   |                                 |                                   |                  |               |
| 16. | 8.  | Tizenhatodik fejezet (Chapter 16)    | Jeremy Webb       | Noah Hawley & Jordan Crair      | 2018. május 22. 2019. június 1.   | 0,40 millió n.a. | 208           |
| A jövőbeli Syd elmondta Farouknak, hogyan találja meg a sofőrt, aki a testét a Mi-Go szerzetesekhez vitte. Az immár idős sofőr beleegyezik, hogy elmondja Farouknak, hol van a teste, cserébe azért, hogy az elméjét egy véget nem érő álomba helyezze. A nagyszámítógépben Ptonomy látja, hogy Fukyamát tinédzserként beszervezték, hogy a 3-as részleg titkokat rejthessen el az "elméjében" a mutáns telepaták elől. Azt is megtudja, hogy a szerzetes feltöltötte néhány emlékét a nagyszámítógépbe, köztük Farouk testének helyét; az Le Désoléban van, egy állandóan változó sivatagban. Ptonomy a Vermillionon keresztül el tudja juttatni ezt az információt Davidnek. A tervet mozgásba hozva David elindul a sivatagba, hogy megkezdje a keresést. Syd követi Davidet, és a páros végül egy viharban csapdába esik egy sátorban, ahol jövőbeli énjük látszólagos csontvázai vannak. Tervének részeként David távolról kiszabadítja Lenny-t a cellájából, és telepatikusan megmondja Clarknak, hogy hozza a "Choke"-ot a sivatagba. Melanie azonban előbb megtámadja és lefogja Clarkot. A narrátor a nárcizmusról és a "legriasztóbb téveszméről" beszél: arról, hogy azt hisszük, mások nem számítanak. Azt állítja, hogy ez abból ered, hogy az emberek a valóság helyett a világ "árnyékát" látják, például a másokkal való technológiai interakció révén, és képtelenek összehasonlítani magukat a vélt árnyékemberekkel. |     |                                      |                   |                                 |                                   |                  |               |
| 17. | 9.  | Tizenhetedik fejezet (Chapter 17)    | Noah Hawley       | Noah Hawley & Nathaniel Halpern | 2018. május 29. 2019. június 1.   | 0,36 millió n.a. | 209           |
| Két héttel korábban, amikor David először tért vissza a 3-as részleghez, Melanie kétségbeesett, mert Oliver ismét elvesztette, miután 21 évig az asztrálsíkon rekedt. Drogfüggővé vált, és egy minotauruszt hallucinált. Oliver elkezdte meglátogatni Melanie-t az elméjében, emlékeztetve őt az együtt töltött időkre, és arra biztatva, hogy felejtse el az ellenségeskedést, amit iránta érez, amiért mindig elhagyja. Elkezd segíteni Olivernek, kétségbeesetten vágyik arra, hogy újra vele lehessen, először figyelmezteti őt David tervére, majd megtámadja Clarkot, hogy megpróbálja megakadályozni azt. Loudermilék üzenetet kapnak Davidtől, amelyben azt az utasítást kapják, hogy lopjanak el egy fegyvert a 3-as részlegtől, és szállítsák le a Kék Polip parkolójába. Eközben Lenny visszatér korábbi életébe, miután évekig egy elmegyógyintézetben volt, illetve Farouk rabszolgasorba taszította. Újra a drogokhoz és a bulizáshoz fordul, de Amy kísérti, aki meggyőzi, hogy segítsen Davidnek, ha követi a tervét. Lenny elmegy a fegyverért a Kék Poliphoz, és a sivatagba teleportálódik. A fegyveren lévő nyomkövetővel Loudermilék követik. |     |                                      |                   |                                 |                                   |                  |               |
| 18. | 10. | Tizennyolcadik fejezet (Chapter 18)  | Dana Gonzales     | Noah Hawley & Nathaniel Halpern | 2018. június 5. 2019. június 1.   | 0,46 millió n.a. | 210           |
| Syd egy sátorban töltött éjszaka után arra ébred, hogy egy hatalmas lyukat talál a sivatagi talajban. David felébred, és megtalálja a Mi-Go kolostort. Odabent megtalálja Olivert és megkínozza, de Farouk nem hajlandó elárulni, hol van Syd. Melanie és Syd a föld alól nézik végig mindezt, ahol utóbbi azt állítja, hogy David jó ember. Melanie megpróbálja meggyőzni őt az ellenkezőjéről, és Sydnek olyan titkokról mesél, amelyeket David megtartott, mint például az intim kapcsolat, amelyet a jövőbeli Syddel folytatott, valamint arról, hogy David lesz az, aki véget vet a világnak. Melanie tudja ezt, mert Farouk irányítja, aki a kínzás során elhagyja Oliver testét. Loudermilék megérkeznek, és a lyukba mennek, míg Lenny a föld felett várakozik. Farouk újra találkozik a testével, és elküldi a minotauruszt, hogy megölje a többieket. Megtalálja Clarkot és a 3-as részleget, akik később érkeznek, mint David szerette volna, és eldobja a Choke-ot – egy hangvillát, amely képes csillapítani a mutánsok erejét. Farouk ezután sütkérezik a visszanyert erejében. |     |                                      |                   |                                 |                                   |                  |               |
| 19. | 11. | Tizenkilencedik fejezet (Chapter 19) | Keith Gordon      | Noah Hawley                     | 2018. június 12. 2019. június 1.  | 0,31 millió n.a. | 211           |
| David és Farouk mentálisan harcolnak egymással, amíg Lenny meg nem találja és aktiválja a fojtószerkezetet. David fizikailag legyőzi Faroukot, mielőtt Syd megérkezik, aki megszökött a föld alól, amikor Kerry megölte a minotauruszt. Syd elmagyarázza, mit tudott meg Davidről, és lelőtte, de a golyót Lenny golyója megállítja. David megváltoztatja Syd emlékeit, így a lány még mindig szereti őt. Bár Syd összezavarodott, David meggyőzi őt, hogy nincs semmi baj, és a pár lefekszik egymással. Ennek Fukyama is szemtanúja. A 3-as részleg letartóztatja Faroukot és Lenny-t, míg a bebörtönzött Farouk komoran figyelmezteti Davidot a tettei és az igazi természete miatt, mielőtt titokban visszaállítja Syd emlékeit. Cary a sivatagból származó adatok segítségével virtuálisan rekonstruálja az eseményeket, és látja, hogy David megváltoztatja Syd elméjét. Amikor David megérkezik Farouk tárgyalására, a többiek csapdába ejtik. David ragaszkodik hozzá, hogy ő jó, és nem szabadna büntetni az esetleges jövőbeli tetteiért, de szembe kell néznie azzal a ténnyel, hogy szexuálisan bántalmazta Sydet. A teremben lévő alteregóit hallucinálva David hirtelen megelégeli egykori szövetségesei tetteit, mielőtt megsemmisíti a csapdát és kiszabadul belőle, majd Lennyvel együtt elteleportál. Három évvel később Melanie és Oliver boldogan élnek együtt az asztrálsíkon. Az évad első epizódjának tanulságos szegmense újra előkerül, a narrátor története a tojásból kikelő téveszméről David fejében játszódik le, miután Syd rálőtt. David egy alternatív változata azt sugallja, hogy az az elképzelés, hogy David jó ember, aki megérdemli a szeretetet, maga is egy téveszme.                                                                              |     |                                      |                   |                                 |                                   |                  |               |

### Harmadik évad (2019)
| Sor. | Év. | Cím                                 | Rendező                    | Író                                          | Premier                                 | Nézettség          | Gyártási szám |
| --- | --- | ----------------------------------- | -------------------------- | -------------------------------------------- | --------------------------------------- | ------------------ | ------------- |
| 20. | 1.  | Huszadik fejezet (Chapter 20)       | Andrew Stanton             | Noah Hawley and Nathaniel Halpern            | 2019. június 24. 2020. augusztus 15.    | 0,,377 millió n.a. | 301           |
| A Gomb becenevű fiatal mutáns képes olyan átjárókat létrehozni, amelyek lehetővé teszik az időutazást. Az életével elégedetlen lány nyomokat fedez fel, amelyek végül egy David és Lenny által vezetett szektához vezetik. David elmagyarázza Gombnak, hogy egy időutazót keres. Switch és David első találkozását megszakítja a 3-as részleg ügynökeinek inváziója, akik megölik a szekta legtöbb tagját és Sydet, aki gyilkos lövést ad le Davidre. Gomb visszautazik az időben, hogy megpróbálja megakadályozni a mészárlást, de annak ellenére, hogy a dolgok kissé másképp alakulnak, Davidet ismét Syd öli meg. Gomb ismét időutazik, de Farouk elfogja. Miután Farouk sikertelenül próbálja beszervezni, visszatér szövetségeseihez a 3-as részleg repülő főhadiszállásán. Miután Gomb megemlíti, hogy Syd két sikertelen idővonalból is megölte Davidet, Farouk megpróbálja lebeszélni Sydet David szektájának lerohanásáról, de nem jár sikerrel. Egy harmadik idősíkban a 3-as részleg (a Ptonomyra hasonlító robotban lakozó Mainframe vezetésével) rajtaütést hajt végre David táborán, de ehelyett felfedezik, hogy az egész épületet eltávolították Gomb és David megelőző beavatkozásának köszönhetően. |     |                                     |                            |                                              |                                         |                    |               |
| 21. | 2.  | Huszonegyedik fejezet (Chapter 21)  | Carlos López Estrada       | Noah Hawley and Olivia Dufault & Kate Thulin | 2019. július 1. 2020. augusztus 15.     | 0,381 millió n.a.  | 302           |
| David most már teljesen hisz Gomb időutazási képességeiben és megpróbál belépni az egyik ajtón, de rájön, hogy képtelen. Az asztrális kivetítésen keresztül David elmondja Sydnek, hogy vissza akar menni az időben, és mindent helyrehozni; Syd, aki még mindig nem bocsátja meg neki, hogy kihasználta őt, viszont azt mondja neki, hogy az időutazási szándéka csak egy füstölgő álca, és az ő személye az oka annak, hogy a világnak vége. Ezen feldühödve, haragja a szekta tagjait mérgezi meg a boldog boldogságtól a dühöngő állapotig. David és Lenny rájönnek, hogy fel kell tölteniük Gombot, hogy nagyobb képességekkel rendelkezzen. Végül Lennynek sikerül elfognia Cary-t. David drogokat és agykontrollt kombinálva ráveszi Cary-t, hogy önként kísérletezzen Gombon, hogy elég erős legyen ahhoz, hogy David időtutazzon. |     |                                     |                            |                                              |                                         |                    |               |
| 22. | 3.  | Huszonkettedik fejezet (Chapter 22) | John Cameron               | Nathaniel Halpern                            | 2019. július 8. 2020. augusztus 15.     | 0,370 millió n.a.  | 303           |
| Harminc évvel ezelőtt Charles Xavier és Gabrielle Haller boldogságban élnek az újszülött Daviddel. Charles háborús veterán volt, aki telepátiáját használta a túléléshez, Gabrielle pedig a holokauszt túlélője, akit Charles hozott ki a katatóniából. Egy elmegyógyintézetben találkoztak, és egymásba szerettek. Miután megépítette a Cerebro prototípusát, hogy felerősítse telepatikus képességeit, Charles felfedezett egy nagyhatalmú mutánst, Faroukot, és Marokkóba indult, hogy találkozzon vele. A házban egyedül maradt Gabrielle számos furcsa téveszmében szenved, amelyek közül néhányat David és Gomb időutazási beavatkozási kísérlete vált ki. David csalódottan tapasztalja, hogy hiába próbálja megakadályozni gyermekkori énjének megszállását, képtelen befolyásolni a múltat, sőt, fizikailag sem képes megnyilvánulni. Charles pánikszerűen telefonál Gabrielle-nek, hogy elmagyarázza, hogy a Faroukkal való találkozás hiba volt, és azt tervezi, hogy azonnal hazatér. Gabrielle látomásai egyre rémálomszerűbbé válnak Farouk szellemének immár asztrális kivetülése miatt, valamint a jelenbeli David kétségbeesett kísérletei miatt, hogy ezt megakadályozza. Davidnek végül sikerül szellemként manifesztálódnia, és megpróbálja figyelmeztetni Gabrielle-t, de ebben a pillanatban Charles visszatér, és telepatikusan elűzi Davidet és Gombot vissza a jelenbe. Gomb fizikailag és szellemileg is kimerült az ilyen extrém időutazástól, de David követeli, hogy azonnal utazzanak vissza. Visszatérve a múltba, Charles vigasztalja Gabrielle-t, aki látszólag katatón állapotba került, miközben mindketten nem veszik észre, hogy Farouk sikeresen megszállta a kis Davidet. |     |                                     |                            |                                              |                                         |                    |               |
| 23. | 4.  | Huszonharmadik fejezet (Chapter 23) | Daniel Kwan                | Olivia Dufault and Charles Yu                | 2019. július 15. 2020. augusztus 15.    | 0,277 millió n.a.  | 304           |
| David és Gomb múltba való beavatkozásának eredményeképpen maga az idő instabillá válik, ami időhurokhoz vezet mind David szektája, mind a 3-as részleg számára (és a néző számára is, mivel az adás rövid időre átvált a The Shield – Kemény zsaruk egyik epizódjára). Emellett idődémonokat is vonz, olyan lényeket, akik az időből táplálkoznak, és akkor nyilvánulnak meg, ha Gomb túl messzire utazik vissza. Az idődémonok megtámadják Davidet, aki egy koncentrációs táborban ébred fel az anyja mellett, de ez csak az idődémonok által keltett illúzió. Másokat is kínoznak az illúziók, Syd saját maga fiatalabb változatával találkozik, Lenny pedig kénytelen szemtanúja lenni lánya gyors születésének, öregedésének és halálának. Cary kiszabadul David agykontrollja alól, és Gombbal megszökik David létesítményéből. David végül elijeszti az idődémonokat, de Gomb szökése feldühíti. |     |                                     |                            |                                              |                                         |                    |               |
| 24. | 5.  | Huszonnegyedik fejezet (Chapter 24) | Arkasha Stevenson          | Olivia Dufault & Ben Winters                 | 2019. július 22. 2020. augusztus 15.    | 0,2888 millió n.a. | 305           |
| David eltéríti a 3-as részleg egyik buszát, és manipulálja Daniel, Clark férje emlékeit, hogy megtudja, Gomb a 3-as részleg léghajójának fedélzetén van-e. Az idődémonokkal való megpróbáltatásai miatt feldúlt Lenny leszólja Davidet önimádó és aljas tetteiért, valamint a sajátjaiért, mielőtt elvágja a saját torkát és öngyilkos lesz a férfi szeme láttára. Eközben Cary hibernációs kamrát épít Gombnak, hogy elrejtse őt David elől. Ptonomy azt javasolja, hogy utazzanak a világűrbe, hogy kikerüljenek David teleportációs hatótávolságából, és a 3-as részleg beleegyezik Farouk akarata ellenére, aki közvetlenül Daviddel akar szembenézni. Farouk szándékosan provokálja Davidet, aki felfedezi a helyzetüket. David és szektája eljut a léghajóhoz, és személyesen öli meg Clarkot, amikor az űrbe dobja. David kapcsolatba lép Syddel, aki elárulja Gomb tartózkodási helyét, és megfogadja, hogy megváltoztatja a múltat, és mindent visszacsinál. Syd rászedi a férfit, hogy engedje meg neki, hogy az erejét használva testet cseréljenek; azonban David többi személyiségének, akik Légiónak nevezik magukat, sikerül legyőzniük Sydet, amikor visszahozzák Davidet a testébe, és kitörlik Syd elméjét, hogy megakadályozzák, hogy újra testet cseréljen. Visszaszerzi Gombot, aki ezután csapdába ejti Faroukot az "idő közötti térben". David és Gomb ismét a múltba utazik, ahol David kijelenti, hogy most új terve van. |     |                                     |                            |                                              |                                         |                    |               |
| 25. | 6.  | Huszonötödik fejezet (Chapter 25)   | John Cameron               | Noah Hawley                                  | 2019. július 28. 2020. augusztus 15.    | 0,332 millió n.a.  | 306           |
| Oliver az asztrálsíkon találja meg Syd elveszett elméjét, amely egy csecsemő formájában jelenik meg. Ő és Melanie úgy döntenek, hogy felnevelik a kislányt, nem is sejtve, hogy ki is ő valójában. Adoptálják Cynthiát is, egy nőt, aki az asztrálsíkon van, mert "elvesztette ártatlanságát". Cynthiát Jerome, a Farkas néven is ismert baljós entitás elragadja, akinek célja, hogy megrontja azokat, akiket az asztrálsíkon talál. Ahogy az asztrális Syd öregszik, rémálmai vannak arról, amit a való világban Syd átélt. Az asztrális Syd találkozik az immár drogfüggő Cynthiával, aki sikertelenül próbálja beszervezni őt a Farkas irányítása alá. Ehelyett az asztrális Syd megfogadja, hogy megmenti Cynthiát. Ő és Oliver elrabolják Cynthiát, csakhogy a Farkas a nyomukra bukkan, és Cynthia önként távozik vele. Oliver és Melanie arra bátorítja az immár felnőtt Sydet, hogy térjen vissza a való világba, és a 3-as részleg léghajóján ébred fel. Mivel az időajtó még mindig nyitva van, Cary olyan eszközöket hoz létre, amelyek lehetővé teszik számára, Sydnek és Kerrynek, hogy visszautazzanak az időben, hogy David után menjenek, de csak miután Cary felszívja Kerry sebeit, hogy visszanyerje teljes erejét. |     |                                     |                            |                                              |                                         |                    |               |
| 26. | 7.  | Huszonhatodik fejezet (Chapter 26)  | Dana Gonzales              | Noah Hawley & Olivia Dufault                 | 2019. augusztus 8. 2020. augusztus 15.  | 0,288 millió n.a.  | 307           |
| Visszatérve a múltba, Charles Marokkóba utazik, hogy találkozzon Faroukkal, miután a Cerebro segítségével megtalálta őt; Farouk előre látja az érkezését, és megtanítja Charles-t az asztrális síkra. Eközben Syd, Cary és Kerry a múltban találkozik Gabrielle-lel, és Syd rájön, hogy ő David anyja. Syd nem hajlandó megölni a kis Davidet, meggyőződése, hogy ha a múltban marad, segíthet felnevelni a fiút, hogy más emberré váljon. Az idő azonban ismét destabilizálódik, magához vonzza az idődémonokat. David visszautazik Charles tartózkodási helyére, és kettejüket David elméjébe teleportálja. David feltárja Charlesnak mindazt, ami eddig történt David életében. Figyelmeztetve Charles-t, hogy a Faroukkal való találkozó csapda, David katonatársnak adja ki magát, azzal a szándékkal, hogy megöli Faroukot; Charles tétovázik, amíg rá nem jön, hogy Farouk "gyermekei" alig többek, mint Farouk áldozatait tartalmazó edények. Az idődémonok megérkeznek és pusztítást végeznek, amit csak súlyosbít, hogy Gomb túlhajszolta magát. A mai Farouk megszökik az "idő közötti térből", és visszautazik, hogy egyesítse erőit a múltbeli önmagával. |     |                                     |                            |                                              |                                         |                    |               |
| 27. | 8.  | Huszonhetedik fejezet (Chapter 27)  | Noah Hawley & John Cameron | Noah Hawley & Olivia Dufault                 | 2019. augusztus 12. 2020. augusztus 15. | 0,365 millió n.a.  | 308           |
| Mivel az idődémonok káoszt okoznak, Cary és Kerry egyesül, hogy Syd mellett harcoljanak ellenük. A súlyosan legyengült Gomb átadja magát az idődémonoknak, de megjelenik az apja, és a létezés egy magasabb szintjére emeli, felfedve, hogy mind ő, mind Gomb képes irányítani az idődémonokat (akik csupán az idő mellékfolyóinak őrzésére szolgálnak). Gomb megállítja az idődémonokat, és megmenti Sydet, Cary-t, Kerryt, Gabrielle-t és a kis Davidet. David a múltbeli Farouk ellen harcol a tudatalattijában lévő sok töredezett személyiség segítségével, de a múltbeli Farouk legyőzi őket, és csapdába ejti Davidet, gúnyosan megvádolva őt azzal, hogy rossz ember. David megszökik, Gabrielle-t használva inspirációként. Charles és a jelenbeli Farouk az asztrálsíkra utazik, ahol a jelenbeli Farouk bevallja, hogy valójában azért utazott vissza, hogy segítsen Davidnek. Charles megakadályozza, hogy David megölje a múltbeli Faroukot, és elmondja Davidnek, hogy alkut kötött a jelenbeli Faroukkal a béke fenntartása érdekében. A jelenbeli Farouk felfedi a jövőt dacos múltbeli énjének és Davidnek, Charles és a Faroukok fegyverszünetet kötnek. Gomb elárulja Sydnek, hogy miközben megmentik a világot, David és Syd új változatát is létrehozzák, és a régiek eltűnnek. Cary és az idős Kerry újra találkoznak, immár egymástól elválasztva. Charles hazatér, és kibékül Gabrielle-lel. David és Syd utoljára beszélnek, mindketten reményüket fejezik ki, hogy új énjük virágozni fog, és eltűnnek, miközben a kis David nézi őket. |     |                                     |                            |                                              |                                         |                    |               |